# David Horowitz
David Joel Horowitz (Forest Hills, Queens, Nueva York, 10 de enero de 1939-29 de abril de 2025) fue un escritor estadounidense conservador. 

## Biografía
Fundó y hasta su fallecimiento ejerció como presidente del think tank David Horowitz Freedom Center, así como redactor de FrontPage Magazine y director de Discover the Networks, un sitio web que persigue a individuos y grupos de la izquierda política. Horowitz fundó la organización Estudiantes por la Libertad Académica, de orientación neoconservadora, y que se definía en oposición a aquellos que dicen ser políticamente correctos y de orientación izquierdista en el ámbito académico.
El escritor también realizó varios libros junto a Peter Collier, incluyendo cuatro sobre prominentes familias estadounidenses del siglo XX cuyos miembros han sido electos a la presidencia. Tanto Horowitz como Collier colaboraron en libros sobre críticas culturales recientes.
Falleció de cáncer el 29 de abril de 2025.

## Obras
- Student. (Ballantine, 1962)
- Shakespeare: An Existential View. (Tavistock, 1965)
- The Free World Colossus: A Critique of American Foreign Policy in the Cold War. Hill & Wang (1965)
- From Yalta to Vietnam: American Foreign Policy in the Cold War. Penguin (1967)
- Containment and Revolution. Beacon Press (1968)
- Marx and Modern Economics. Modern Reader Paperbacks (1968)
- Corporations and the Cold War. Monthly Review Press (1969)
- Empire and Revolution: A Radical Interpretation of Contemporary History. Random House (1969)
- Universities and the Ruling Class: How Wealth Puts Knowledge in its Pocket. Bay Area Radical Education Project (1969)

Originalmente publicado en Ramparts como Billion a Dollar Brains (Mayo 1969) y Sinews of Empire (Agosto 1969).
- Radical Sociology: An Introduction. Canfield Press (1971)
- Isaac Deutscher: The Man and His Work. (MacDonald & Co., 1971)
- Counterculture and Revolution, con Craig Pyes (Random House, 1972)
- The Fate of Midas, and other Essays. Ramparts Press (1973)
- The Rockefellers: An American Dynasty, con Peter Collier. Summit Books (1976)
- The First Frontier: The Indian Wars and America's Origins, 1607–1776. Simon & Schuster (1978)
- The Kennedys: An American Drama, con Peter Collier. Encounter Books (1984)
- The Fords: An American Epic, con Peter Collier. Encounter Books (1987)
- Destructive Generation: Second Thoughts About the 60s, con Peter Collier. Summit Books (1989)
- Second Thoughts About Race in America, con Peter Collier (Madison Books, 1991)
- Deconstructing the Left: From Vietnam to the Persian Gulf. (Second Thoughts Books, 1991)
- The Roosevelts: An American Saga con Peter Collier. Simon & Schuster (1994)
- Radical Son: A Generational Odyssey. Simon & Schuster (1996)
- The Politics of Bad Faith: The Radical Assault on America's Future. Free Press (1998)
- Sex, Lies and Vast Conspiracies. (Second Thoughts Books, 1998)
- Hating Whitey and Other Progressive Causes. Spence Publishing Co. (1999)
- Uncivil Wars: The Controversy Over Reparations for Slavery. (Encounter Books, 2002)
- How to Beat the Democrats and Other Subversive Ideas. (Spence Publishing, 2002)
- Left Illusion: An Intellectual Odyssey. (Spence Publishing, 2003)
- The Art of Political War and Other Radical Pursuits. (Spence Publishing, 2004)
- The Anti-Chomsky Reader con Peter Collier. Encounter Books (2004)
- Unholy Alliance: Radical Islam and the American Left. Regnery Publishing (2004)
- The End of Time. (Encounter, 2005)
- The Professors: The 101 Most Dangerous Academics in America. (Regnery, 2006)
- Indoctrination U: The Left's War Against Academic Freedom. (Encounter, 2007)
- Party of Defeat, con Ben Johnson. (Spence Publishing, 2008)
- One Party Classroom: How Radical Professors at America's Top Colleges Indoctrinate Students and Undermine Our Democracy. (Crown Forum, 2009)
- A Cracking of the Heart. (Regnery, 2009)
- Reforming Our Universities: The Campaign For An Academic Bill Of Rights. (Regnery, 2010)
- A Point in Time : The Search for Redemption in This Life and the Next. (Regnery, 2011)
- Radicals: Portraits of a Destructive Passion. (Regnery, 2012)
- The New Leviathan: How the Left-Wing Money-Machine Shapes American Politics and Threatens America's Future. (2012)
- The Black Book of the American Left. Volume 1: My Life and Times. (David Horowitz Freedom Center, 2013)
- The Black Book of the American Left. Volume 2: Progressives. (David Horowitz Freedom Center, 2014)
- The Black Book of the American Left. Volume 3: The Great Betrayal. (David Horowitz Freedom Center, 2014)
- Take No Prisoners: The Battle Plan for Defeating the Left. (Regnery, 2014)
- You're Going to be Dead One Day: A Love Story. (Regnery, 2015)
- The Black Book of the American Left. Volume 4: Islamo-Fascism and the War Against the Jews. (David Horowitz Freedom Center, 2015)
- The Black Book of the American Left. Volume 5: Culture Wars. (David Horowitz Freedom Center, 2015)
- The Black Book of the American Left. Volume 6: Progressive Racism. (David Horowitz Freedom Center, 2016)
- The Black Book of the American Left. Volume 7: The Left in Power. (David Horowitz Freedom Center, 2016)
- The Black Book of the American Left. Volume 8: The Left in The University. (David Horowitz Freedom Center, 2017)
- The Shadow Party: How George Soros, Hillary Clinton, and Sixties Radicals Seized Control of the Democratic Party. Humanix Books (2017)
- Big Agenda: President Trump's Plan to Save America. (Humanix Books, 2017)
- The Black Book of the American Left. Volume 9: Ruling Ideas (David Horowitz Freedom Center, 2018)
- Dark Agenda: The War to Destroy Christian America. (Humanix, 2018)
- Mortality and Faith: Reflections on a Journey through Time. (Regnery, 2019)
- BLITZ: Trump Will Smash the Left and Win. (Humanix Books, 2020)
- The Enemy Within: How a Totalitarian Movement is Destroying America. (Regnery, 2021)
- I Can't Breathe: How a Racial Hoax is Killing America. (Regnery, 2021)
- Final Battle: The Next Election Could Be the Last. (Humanix, 2023)